# Örskär, Kyrkslätt
Örskär är en ö i Finland. Den ligger i Finska viken och i kommunen Kyrkslätt i den ekonomiska regionen  Helsingfors i landskapet Nyland, i den södra delen av landet. Ön ligger omkring 21 kilometer sydväst om Helsingfors.
Öns area är 4,9 hektar och dess största längd är 0,5 kilometer i öst-västlig riktning.